# Грациела Бъчварова
Грациела-Стойка Мария Василева Бъчварова е българска актриса.

## Биография
Грациела Бъчварова е родена е на 7 септември 1933 г. във Флоренция, Италия.
Тя има още две официално вписани имена: Мария - на Богородица, чиято статуя изнесли в деня на раждането ѝ от флорентинска църква, и Стойка - на баба ѝ. Потомка на два славни театрални рода. Лоловия род от който идва и актрисата Татяна Лолова и рода Бъчварови. Баща и Васил (е основател на първата театрална трупа в Добрич, той заминава за Италия да следва архитектура), който е племенник на големия актьор и режисьор и е основател на Варненския театър Стоян Бъчваров, по него време е учил архитектура там.

## Творчество
През 1957 г. завършва ВИТИЗ „Кръстьо Сарафов" със специалност актьорско майсторство.
Дебютът си на голяма сцена прави на 25 януари 1958 г. в ролята на Мила от „В полите на Витоша“ в Сливенския театър, в който е разпределена от 1957 година и Варненския театър (1959-1991). Може да се похвали, че нейно дело е първият моноспектакъл във Варна. Това е „За първи път омъжена“ на Павел Нилин, а годините – 1982-1983. Играла го е 150 пъти. Има и 10 роли в киното. Последната и роля е в „Скъпа, Памела“ през септември 2002 година с която отпразнува своя 70 г. юбилей и се сбогува със сцената след 43 г. творческа дейност.
Живее в Италия.
Член на САБ и БЗНС .

## Награди и отличия
- Заслужил артист (22 май 1983)
- Орден „Кирил и Методий“ I степен (1970)
- Награда „Варна“ за цялостно творчество (23 май 2002)
- Награда „Варна“ за ролята и в „Може би утре“ (1995)
- Награда „Варна“ за ролята на Телма в „Лека нощ, мамо“ (1995)
- Награда „Варна“ за ролите на леля Аня в „Салют динозаври“ и Кити Уорън в „Професията на г-жа Уорън“ (1981-82)
- Почетен гражданин на Варна (15 август, 2012)

## Театрални роли
- „Обущарят и другите“ (Иван Остриков) – Мария
- „Милионерът“ (Йордан Йовков)
- „Лодка в гората“ (Николай Хайтов)
- „Осем жени“
- „Майка Земя“
- „Майстори“
- „Големанов“
- „Вампир“
- „Скъпа, Памела“ (2001-2002) (Джон Патрик)
- „Може би утре“ (1995) (Франц Кьорц)
- „Лека нощ, мамо“ (1995) (Марша Норман) - Телма
- „Салют динозаври“ (1981-82) (Генадий Мамлин) - леля Аня
- „Професията на г-жа Уорън“ (1981-82) (Бърнард Шоу) - Кити Уорън
- „Лукреция Борджия“ (1959-60) - отровителката
- „Чайка“ (Антон Чехов) - Нина Заречная
- „Еснафи“ (Максим Горки) - Елена
- „Легенда за любовта“ (Назъм Хикмет) - Ширин
- „Иванов“ (Антон Чехов) - Саша

### Телевизионен театър
- „Под слънцето, близо до морето“ (1982) (Мирон Иванов)

## Филмография
| Година      | Филми/Сериали                            | Серии | Копродкукции  | Роля                                                 |
| ----------- | ---------------------------------------- | ----- | ------------- | ---------------------------------------------------- |
| 1991        | О, Господи, къде си?                     |       |               | пациентка                                            |
| 1990        | Племенникът чужденец                     |       |               |                                                      |
| 1989        | Мъже без мустаци (тв сериал)             | 6     |               |                                                      |
| 1988        | Неизчезващите (тв сериал)                | 5     |               | доячката Нада, помощник-бригадирката от кравефермата |
| 1986        | Амиго Ернесто                            |       |               |                                                      |
| 1983        | Пясък (тв)                               |       |               | Парушева                                             |
| 1983        | Голямата игра (Большая игра) (тв сериал) | 6     | СССР/България |                                                      |
| 1981        | Не трябва старик, не трябва (тв)         |       |               |                                                      |
| 1979        | Отрова в извора                          |       |               | Пешева                                               |
| 1978        | Правилата                                | 2     |               |                                                      |
| 1977        | От другата страна на огледалото          |       |               | майката на Яна                                       |
| 1977        | Пътешествие със сал                      |       |               |                                                      |
| 1975        | Магистрала                               |       |               | кранистката                                          |
| 1974 – 1976 | Сбогом, любов (тв сериал)                | 3     |               | майката на Яна Ганчовска                             |
| 1973        | Опак човек (тв)                          |       |               | Докя                                                 |
| 1973        | Тигърчето                                |       |               |                                                      |
| 1973        | Пътешествие със сал                      |       |               |                                                      |
| 1969        | Признание                                |       |               | Анастасия                                            |
| 1966        | Между двамата                            |       |               | майката на Надя                                      |
| 1960        | Стубленските липи                        |       |               | Гана                                                 |